# Hem Simay
Hem Simay (sinh ngày 6 tháng 12 năm 1987) là một cầu thủ bóng đá đến từ Campuchia. Anh ra mắt lần đầu cho Đội tuyển bóng đá quốc gia Campuchia năm 2008.